# Dům hedvábí
Dům hedvábí (The House of Silk, 2011) je detektivní román Anthonyho Horowitze, ve kterém vystupuje Sherlock Holmes stejným způsobem, jak o něm psal jeho autor Arthur Conan Doyle, tj. vypravěčem příběhu je doktor John Watson a příběh dějově zapadá mezi ostatní díla kánonu Sherlocka Holmese. Román sepsal Watson rok po Holmesově smrti a pro velkou skandálnost případu jej uchoval do trezoru s tím, že může být publikován až po sto letech. Děj se odehrává v listopadu roku 1890.

## Děj
Watsonova žena odjede na nějakou dobu z Londýna a Watson přesídlí zpátky za Sherlockem Holmesem na Baker Street 221B. Sem přijde s žádostí o pomoc Edmund Carstairs, spoluvlastník galerie Carstairs a Finch na Albemarle Street. Tvrdí, že ho sleduje člověk v placaté čepici, což odkazuje k loňské události v Bostonu, kde místní Gang placatých čepic pod vedením bratrů (dvojčat) Rourkeho a Keelan O'Donaghue přepadl vlak, ve kterém shodou okolností galeristé převáželi cenou zásilku obrazů. Bohatý americký kupce obrazů Cornelius Stillman slíbil pomstu a dal se do pátrání po gangu. Při přestřelce byli členové gangu zabiti, pouze Keelan uprchl a poté byl Stillman zabit. Druhý den po návštěvě u Holmese byl vykraden Carstairsův trezor v jeho domě ve Wimbledonu. Zde se pak Holmes s Watsonem seznámili s paní Catherine Carstairsovou a slečnou Elizou Carstairsovou, manželkou a sestrou galeristy, a sloužícími v jeho domě. Před Holmesem již v domě pracoval inspektor George Lestrade, přesto Holmes objeví několik nepostřehnutých drobností. Další den pošle Holmes pátrat po ztracených věcech z trezoru partu chlapců z ulice pod vedením Wigginse. Ti objeví i zloděje a sledují ho do hotelu. Když na místo přijede Holmes, Watson a Carstairs, Wigginsův kamarád Ross Dixon, který v mrazu u hotelu hlídá, zděšeně utíká a zloděj je pak nalezen zavražděný. Holmes pátrá po Rossovi, protože tuší, že mu hrozí velké nebezpečí, na internátu Chorley Grange, odkud před časem Ross utekl, však o něm nic nevědí, ale jeden jeho spolužák jim dává tip na Rossovu sestru Sally, která pracuje v hostinci U Tří hřebíků. V Londýně je ale podniků tohoto jména víc a tak když Holmes s Watsonem dorazí do toho správného, je už pozdě, Ross chvíli před nimi odešel. V hostinci je ale Sally, když s ní ale chtějí mluvit, domnívá se, že jde o nějaké muže z „Domu hedvábí“, zaútočí na Watsona, mírně ho zraní a uteče. Ross je pak nalezen surově zavražděný s bílou stužkou z hedvábí omotanou kolem zápěstí a Holmes, který si vyčítá jeho smrt, pátrá, co je Dům hedvábí. Po neúspěšném pátrání požádá svého bratra Mycrofta, jestli se na tento pojem nemůže optat. Mycroft pak rychle přijíždí na Baker Street s tím, že jde o věc patrně velmi choulostivou a nebezpečnou a radí Sherlockovi, aby pátrání zanechal. Sherlock ale udělá pravý opak, dá do novin inzerát, ve kterém nabízí odměnu za jakékoliv informace o Domě hedvábí. Na inzerát zareaguje jakýsi Henderson, který tvrdí, že Dům hedvábí vládne obchodu s opiem a radí začít pátrání v opiovém doupěti zvaném Creerova díra. Holmes tam vstoupí (Watson hlídá v podniku na druhé straně ulice), ale je hned přemožen, omámen opiáty a Watson ho pak nalézá se zbraní v ruce a kousek od něho leží zastřelená Sally. Případu se hned ujímá inspektor Harriman a proti Holmesovi svědčí několik vážených lidí, kteří byli shodou okolností zrovna poblíž. Holmes je zatčen a u předběžného soudu vše svědčí proti němu. V době, kdy je Watson na Baker Street sám, přijde paní Carstairsová s tím, že její švagrová Eliza umírá a podezřívá Catherine z toho, že ji otrávila. Chce pomoc od Holmese, ten je ale ve vězení. Watson je pak odvlečen na neznámé místo, kde se setkává se záhadným bohatým matematikem (patrně profesor Moriarty), který tvrdí, že Holmese varoval předem tím, že mu poštou poslal bílou hedvábnou stuhu. Protože je ale jeho fanouškem a zároveň si přeje zánik Domu hedvábí (aniž by prozradil, co se pod tím názvem skrývá), dává Watsonovi klíč od Holmesovy cely, aby jej osvobodil, protože prý Holmesovi nepřátelé jej chtějí zabít ještě před soudem. Nazítří jde Watson navštívit Holmese a klíč nese schovaný v knize. Ve vězení se setká s inspektorem Harrimanem a vyjde najevo, že Holmes onemocněl a byl přemístěn do vězeňské nemocnice. Jeho lůžko je ale prázdné. Watson se vrací na Baker Street, kam přichází reverend Charles Fitzsimmons z chlapeckého internátu a nese lístek, který našli pod Rossovou postelí. Na lístku je inzerát na kabinet kuriozit doktora Hedwabiho. Další den se vrací Watsonova manželka, na nádraží ale dostane vzkaz od Holmese převlečeného tak, že ho nikdo nepoznal. Holmes se pak setkává s Watsonem a vysvětluje mu, že měl ve vězení důkazy o tom, že jej chtějí otrávit, navíc vězeňskému lékaři kdysi velmi pomohl při vyšetřování jednoho případu. Holmes se tedy s jeho pomocí přestrojil za doktorova slabomyslného pomocníka Riverse a když pak do nemocnice vtrhl Harriman, podařilo se mu odejít. Watson a Holmes poté společně jedou na adresu doktora Hedwabiho. Je to však past, čekají zde na ně dva muži, aby je zabili, Holmes to ale předpokládá a muže s pomocí Lestradeova oddílu přemáhá. Pak už jedou na skutečnou adresu Domu hedvábí, což je vedlejší dům chlapeckého internátu. Reverend zde provozuje veřejný dům s mladými chlapci s klientelou v nejvyšších kruzích. Holmes s Watsonem a po nich i Lestrade a jeho oddíl vtrhnou do domu a najdou zde jak inspektora Harrimana, tak i další vážené lidi, kteří předtím svědčili proti Holmesovi. Harriman prchá na dvoukoláku taženém koňmi ve sněhové vánici, Holmes s Watsonem jsou mu v patách. Po nebezpečné stíhací jízdě Harriman nezvládne prudkou zatáčku a zahyne. Nakonec ještě Holmes doloží, že Catherine Carstairsová a Keelan O'Donaghue jsou jedna a tatáž osoba a Catherine ze msty skutečně pomalu zabíjí svoji švagrovou a má v plánu zabít i svého muže. Ten nic netuší, ale žije s ní v manželství s oddělenými ložnicemi – je klientem Domu hedvábí (Ross ho u hotelu poznal, pak ho vydíral a byl zabit). Mrtvý „zloděj“ věděl pravdu o Catherine, ta ho uplatila fingovaným vloupáním, pak ho ale zabila.

## Nakladatelské údaje
- Anthony Horowitz: The House of Silk, Little, Brown & Company 1. listopadu 2011. 304 stran ISBN 0-316-19699-1

### Česká vydání
- Anthony Horowitz: Dům hedvábí, Argo 2012 (překlad Barbora Rozkošná). 291 stran ISBN 978-80-257-0750-0